# Ruta Estatal de Arizona 61
La Ruta Estatal de Arizona 61, y abreviada SR 61 (en inglés: Arizona State Route 61) es una carretera estatal estadounidense ubicada en el estado de Arizona. La carretera inicia en el Oeste desde la US 60     en Show Low hacia el Este en la NM 53 . La carretera tiene una longitud de 123,1 km (76.51 mi).

## Mantenimiento
Al igual que las autopistas interestatales, y las rutas federales y el resto de carreteras estatales, la Ruta Estatal de Arizona 61 es administrada y mantenida por el Departamento de Transporte de Arizona por sus siglas en inglés ADOT.

## Cruces
La Ruta Estatal de Arizona 61 es atravesada principalmente por la  US 180     en St. Johns
 US 191     en St. Johns.